# インビジブル (2015年の映画)
『インビジブル』（英題：Invisible / 原題：Imbisibol）は、2015年に公開されたフィリピンのドラマ映画。撮影地は日本。マヌエル、リンダ、ベンジー、ロデルという出稼ぎ労働者として暮らす在日フィリピン人4人の苦難を描いたもので、不法滞在や偽装結婚といった社会問題も扱っている。題名は「不可視」を意味する。キャッチコピーは「このまま見えずに/LONGING TO REMAIN UNSEEN」。
監督はローレンス・ファハルド。監督の妻であるクリスマ・マックラン・ファハルドがプロデューサーを務めた。製作総指揮はブリランテ・メンドーサが担った。出演者はアーレン・ディゾン（マヌエル役）、セス・ケサダ（リンダ役）、ベルナルド・ベルナルド（ベンジー役）、JM・デ・グズマン（ロデル役）、JC・サントスなど。撮影は真冬の福岡市と旭川市で行われ、大濠公園やシーサイドももち海浜公園、福岡女学院大学などがロケ地となった。
フィリピンでは2015年3月18日にマニラで開催されたシナグ・マニラ映画祭において上映され、最優秀作品賞・監督賞など8部門中7部門を受賞した。2016年6月22日の第39回ガワッド・ウリアン賞にもノミネートされ、ベンジー役のベルナルドが助演男優賞を受賞した。日本では2015年9月の「第25回アジアフォーカス・福岡国際映画祭2015」および同年10月の第28回東京国際映画祭において上映され、10月26日にはTOHOシネマズ六本木ヒルズでファハルド監督らを招いてのシンポジウムが行われた。2015年9月の第40回トロント国際映画祭、2016年11月の第4回ハノイ国際映画祭や、2017年2月のアジア協会香港センターでの「フィリピンシネマ2017」でも上映された。
この映画の原作は舞台劇であり、フィリピン文化センターで2013年に開催された演劇祭「ヴァージン・ラブフェスト9」において演じられた。舞台版は1992年の東京を背景としている。出演者はオニル・トーレス（マヌエル役）、ルイ・マナンサラ（リンダ役）、ルー・ヴェローソ（ベンジー役）、アマンド・キンタナ・ジュニア（ロデル役）などであり、2014年の「ヴァージン・ラブフェスト10」における再演時にはマナンサラとヴェローソは登壇せず、後に映画版のキャストとなるケサダとベルナルドがそれぞれの役を引き継いだ。また、トーレスは映画版にも出演している。初演時では異性愛者だったベンジーが再演時ではゲイになっているなど設定も変更されており、再演版の方が映画の基礎となった。脚本は映画化までに三度改稿されている。